# Ernest Truex

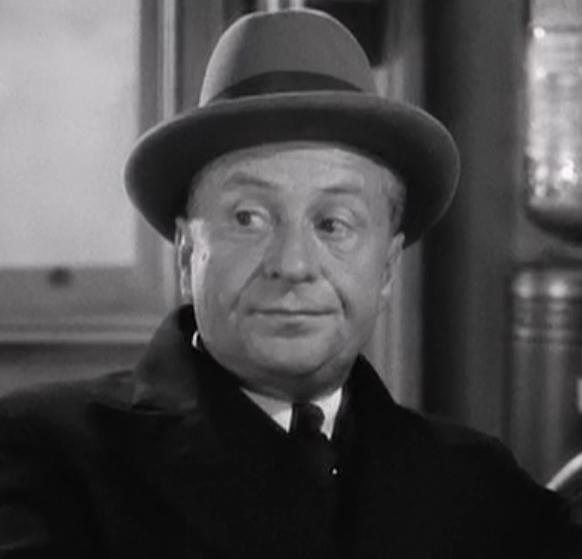
Truex en His Girl Friday (1940)

Ernest Truex (19 de septiembre de 1889 – 26 de junio de 1973) fue un actor teatral, cinematográfico y televisivo de nacionalidad estadounidense.

## Biografía
Nacido en Kansas City, Misuri, Truex empezó a actuar a los cinco años de edad, viajando en gira por Misuri con nueve años y bajo el apelativo de "The Child Wonder in Scenes from Shakespeare". Su debut teatral en el circuito de Broadway llegó en 1908, actuando en diferentes obras de David Belasco, e interpretando el papel del título en el musical de 1915 Very Good Eddie. A lo largo de su carrera teatral neoyorquina, desarrollada hasta 1951, además de actuar en obras teatrales convencionales, participó en una revista, dos operetas y en cinco comedias musicales, siendo además, aunque de manera ocasional, director y productor. Al fin final de su carrera actuó solamente tres veces en Broadway, en 1960, 1962 y 1965.
Se inició en el cine en 1913, pero no se dedicó plenamente a la gran pantalla hasta veinte años después. Como actor cinematográfico solía interpretar personajes muy tímidos, y uno de sus primeros papeles de importancia fue el de Sapiens en The Warrior's Husband. En la película de 1939 The Adventures of Marco Polo, Truex hizo el papel cómico de ayudante de Marco Polo, que interpretaba Gary Cooper. Hasta 1965, Truex contribuyó al rodaje de casi ochenta filmes, uno de ellos británico, buena parte de ellos del género musical.
En los comienzos de su carrera televisiva, Truex fue artista invitado en el show de la CBS Faye Emerson's Wonderful Town. Desde 1953 a 1954 fue coprotagonista, junto a Brandon De Wilde, de la serie Jamie, emitida por la American Broadcasting Company.
En sus últimos años fue conocido por encarnar a hombres de edad en diferentes producciones televisivas, como Justice, Mr. Peepers, Hazel, y Papá lo sabe todo. Él hizo el papel principal del episodio "Kick the Can", perteneciente a la serie de Rod Serling The Twilight Zone. En otro episodio de Twilight Zone, "What You Need", interpretó a un vendedor ambulante.
Truex trabajó en la primera temporada (1958 - 1959) del programa de la CBS The Ann Sothern Show, haciendo el papel de Jason Macauley, y actuando junto a Reta Shaw. En 1960 actuó con Harpo Marx en el episodio "Silent Panic", perteneciente a la serie de antología de la CBS The DuPont Show with June Allyson. Además, fue artista invitado en la sitcom de la CBS Dennis the Menace, protagonizada por Jay North.
La primera esposa de Truex fue Julia Mills, con la que tuvo dos hijos, Philip en 1920 y James en 1922. Philip se dedicó a la actuación hasta los primeros años 1950.
ErnestTruex enviudó, casándose entonces con la actriz teatral Mary Jane Barrett, con la cual actuó en Nueva York en obras como The Third Little Show, (1931), The Hook-Up (1935), y Fredericka (1937). Tuvieron un hijo, Barry Truex, que tuvo una breve carrera como actor. En 1934, Truex dirigió, coprodujo, y protagonizó Sing and Whistle, pieza en la cual actuaba Sylvia Field, que sería su tercera esposa, tras divorciarse de Mary Jane Barrett.

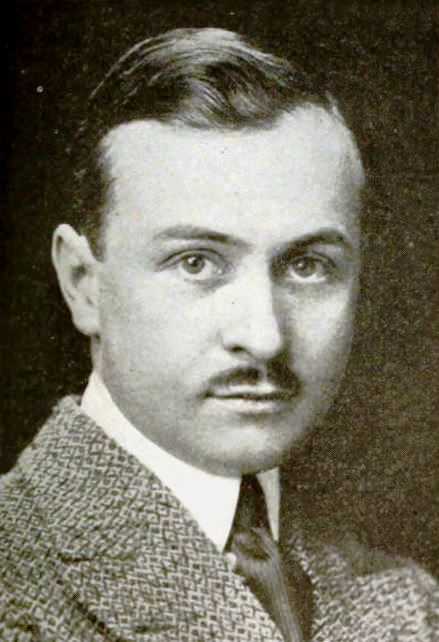
Ernest Truex en Moving Picture World (1919)

Ernest Truex falleció en 1973 en Fallbrook, California, a causa de un infarto agudo de miocardio. Tenía 83 años de edad. Sus restos fueron incinerados, y las cenizas esparcidas en el estado de California.
Por su trabajo televisivo, a Truex se le concedió una estrella en el Paseo de la Fama de Hollywood, en el 6721 de Hollywood Boulevard.

## Teatro
- 1908 : Wildfire, de George Broadhurst y George V. Hobart, con Thurston Hall
- 1910 : Girlies, música de Egbert Van Alstyne, letras y libreto de Harry Williams y George V. Hobart
- 1910-1911 : Rebecca of Sunnybrook Farm, de Kate Douglas Wiggin y Charlotte Thompson
- 1911 : Dr. Deluxe, música de Karl Hoschna, letra y libreto de Otto Harbach
- 1913 : A Good Little Devil, de Rosemonde Gérard y Maurice Rostand, adaptación de Austin Strong, con Mary Pickford, Edward Connelly, Etienne Girardot y Lillian Gish
- 1914 : The Dummy, de Harvey J. O'Higgins y Harriet Ford, con Arthur Hohl
- 1915 : Just Outside the Door, de Jules Eckert Goodman
- 1915 : Just Boys, de Katherine Browning Miller y Allena Kanka
- 1915-1916 : Very Good Eddie, música de Jerome Kern, letras y libreto de Schuyler Green, Philip Bartholomae y Guy Bolton
- 1917 : The Very Idea, de William LeBaron, con Richard Bennett
- 1919 : Please Get Married, de James Cullen y Lewis Allen Browne
- 1920 : No More Blondes, de Otto Harbach
- 1920 : Blue Bonnet, de George Scarborough
- 1921-1922 : Six-Cylinder Love, de William Anthony McGuire, con Berton Churchill y Donald Meek
- 1924 : New Toys, de Milton Herbert Gropper y Oscar Hammerstein II, con Louise Closser Hale y Mary Duncan
- 1924-1925 : Annie Dear, producción de Florenz Ziegfeld, música, letra y libreto de Clare Kummer
- 1925 : The Fall Guy, de James Gleason y George Abbott
- 1926 : Pomeroy's Past, de Clare Kummer, con Laura Hope Crews (también dirección y coproducción)
- 1926 : Sure Fire, de Ralph Murphy, con Robert Armstrong, Norman Foster, Gene Lockhart (solo coproducción)
- 1929 : Many Waters, de Monckton Hoffe, con Robert Douglas y Francis L. Sullivan
- 1930 : Ritzy, de Sidney Toler y Viva Tattersall, con Miriam Hopkins
- 1930-1931 : Lisístrata, de Aristófanes, adaptación de Gilbert Seldes, con Louise Closser Hale, Hope Emerson, Etienne Girardot, Violet Kemble-Cooper y Ian Wolfe
- 1931 : Napi, adaptación de Brian Marlow a partir de Julius Bersti, con Albert Dekker, Frieda Inescort y Frank Wilcox (también dirección)
- 1931 : The Third Little Show, de Dwight Deere Wiman, con Edward Arnold
- 1932-1933 : Whistling in the Dark, de Laurence Gross y Edward Childs Carpenter, dirección de Frank Craven, con Edward Arnold y Claire Trevor
- 1933 : Best Sellers, de Édouard Bourdet, adaptación de Dorothy Cheston Bennett, con Edgar Barrier, George Coulouris y Ian Keith
- 1933 : Love and Babies, de Herbert P. McCormack
- 1934 : Sing and Whistle, de Milton Herbert Gropper (también dirección y coproducción)
- 1934 : Jigsaw, de Dawn Powell, con Spring Byington, Charles Richman, Helen Westley y Cora Witherspoon
- 1935 : The Hook-up, de Jack Lait y Stephen Gross
- 1935 : Whatever goes up, de Milton Lazarus
- 1937 : Fredericka, opereta de Franz Lehár, libreto de Ludwig Herzer y Fritz Löhner-Beda, adaptación de Edward Eliscu, con Dennis King
- 1939 : En este mundo traidor, de W. S. Van Dyke con Claudette Colbert, James Stewart y Frances Drake.
- 1940 : George Washington slept here, de George S. Kaufman y Moss Hart, dirección de George S. Kaufman, con Jean Dixon y Percy Kilbride
- 1944 : La bella Helena, opereta de Jacques Offenbach, libreto de Henri Meilhac y Ludovic Halévy, adaptación de Gottfried Reinhardt y John Meehan Jr., con Jarmila Novotná y Jesse White
- 1946-1947 : 
  - What every Woman knows, de J. M. Barrie, con Walter Hampden, Eli Wallach y Efrem Zimbalist Jr.
  - John Gabriel Borkman, de Henrik Ibsen, adaptación de Eva Le Gallienne, con Victor Jory
  - A Pound on Demand, de Seán O'Casey, dirección de Victor Jory
  - Androcles and the Lion, de George Bernard Shaw, con June Duprez, Victor Jory, Eli Wallach y Efrem Zimbalist Jr.
- 1948 : A Temporary Island, de Halstead Welles, con Vera Zorina
- 1948-1949 : Oh, Mr. Meadowbrook !, de Ronald Telfer y Pauline Jamerson
- 1950 : The Golden State, de Bella Spewack y Sam Spewack, con Jocelyn Brando y Josephine Hull
- 1951 : Four Twelves are 48, de Joseph Kesselring, dirección de Otto Preminger, con Royal Dano, Ludwig Donath y Anne Revere
- 1951 : Flahooley, música de Sammy Fain, letras y libreto de Yip Harburg y Fred Saidy, con Barbara Cook, Jerome Courtland, Nehemiah Persoff y Yma Sumac
- 1960 : The Good Soup, de Félicien Marceau, adaptación de Garson Kanin, dirección de Garson Kanin y André Barsacq, con Diane Cilento, Ruth Gordon, Sam Levene, Jules Munshin y Mildred Natwick
- 1962 : Venus at Large, de Henry Denker, dirección de Rodney Amateau, con David Wayne
- 1965 : A Very Rich Woman, libre adaptación de Ruth Gordon de Les Joies de la famille, de Philippe Hériat, dirección de Garson Kanin, con Ruth Gordon y Raymond Walburn

## Selección de su filmografía

### Cine
- 1913 : Caprice, de J. Searle Dawley
- 1914 : The Quest of the Sacred Jewel, de George Fitzmaurice
- 1914 : A Good Little Devil, de Edwin S. Porter
- 1920 : The Night of the Dub, de Jack Harvey
- 1923 : Six-Cylinder Love, de Elmer Clifton
- 1933 : Whistling in the Dark, de Elliott Nugent y Charles Reisner
- 1933 : The Warrior's Husband, de Walter Lang
- 1934 : Gentlemen of the Bar, de Al Christie
- 1935 : Only the Brave, de Charles Lamont
- 1936 : Everybody Dance, de Charles Reisner
- 1937 : Mama Runs Wild, de Ralph Staub
- 1938 : Swing That Cheer, de Harold D. Schuster
- 1938 : Start Cheering, de Albert S. Rogell
- 1938 : Swing, Sister, Swing, de Joseph Santley
- 1938 : The Adventures of Marco Polo, de Archie Mayo
- 1938 : Freshman Year, de Frank McDonald
- 1938 : Swing that Cheer, de Harold D. Schuster
- 1939 : Ambush, de Kurt Neumann
- 1939 : It's a Wonderful World, de W. S. Van Dyke
- 1939 : These Glamour Girls, de S. Sylvan Simon
- 1939 : The Under-Pup, de Richard Wallace
- 1939 : Little Accident, de Charles Lamont
- 1939 : Bachelor Mother, de Garson Kanin
- 1939 : Slighty Honorable, de Tay Garnett
- 1940 : Lillian Russell, de Irving Cummings
- 1940 : Adventure in Diamonds, de George Fitzmaurice
- 1940 : Christmas in July, de Preston Sturges
- 1940 : Dance, Girl, Dance, de Dorothy Arzner
- 1940 : His Girl Friday, de Howard Hawks
- 1941 : The Gay Vagabond, de William Morgan
- 1941 : Tillie the Toiler, de Sidney Salkow
- 1941 : We Go Fast, de William C. McGann
- 1941 : Unexpected Uncle, de Peter Godfrey
- 1942 : Twin Beds, de Tim Whelan
- 1942 : Don't Get Personal, de Charles Lamont
- 1942 : Private Buckaroo, de Edward F. Cline
- 1942 : Star Spangled Rhythm, de George Marshall
- 1942 : The Affairs of Martha, de Jules Dassin
- 1943 : The Crystal Ball, de Elliott Nugent
- 1943 : Rhythm of the Island, de Roy William Neill
- 1943 : This Is the Army, de Michael Curtiz
- 1943 : Fire Wife, de Charles Lamont
- 1943 : Sleepy Lagoon, de Joseph Santley
- 1943 : True to Life, de George Marshall
- 1944 : Her Primitive Man, de Charles Lamont
- 1945 : Pan-Americana, de John H. Auer
- 1945 : Man in her Diary, de Charles Barton
- 1945 : Club Havana, de Edgar G. Ulmer
- 1946 : Night in Paradise, de Arthur Lubin
- 1947 : Always Together, de Frederick De Cordova
- 1948 : The Girl from Manhattan, de Alfred E. Green
- 1956 : The Leather Saint, de Alvin Ganzer
- 1958 : Twilight for the Gods, de Joseph Pevney
- 1965 : Fluffy, de Earl Bellamy

### Televisión
- 1953-1954 : Jamie
  - Temporada única, 18 episodios
- 1959-1962 : The Twilight Zone

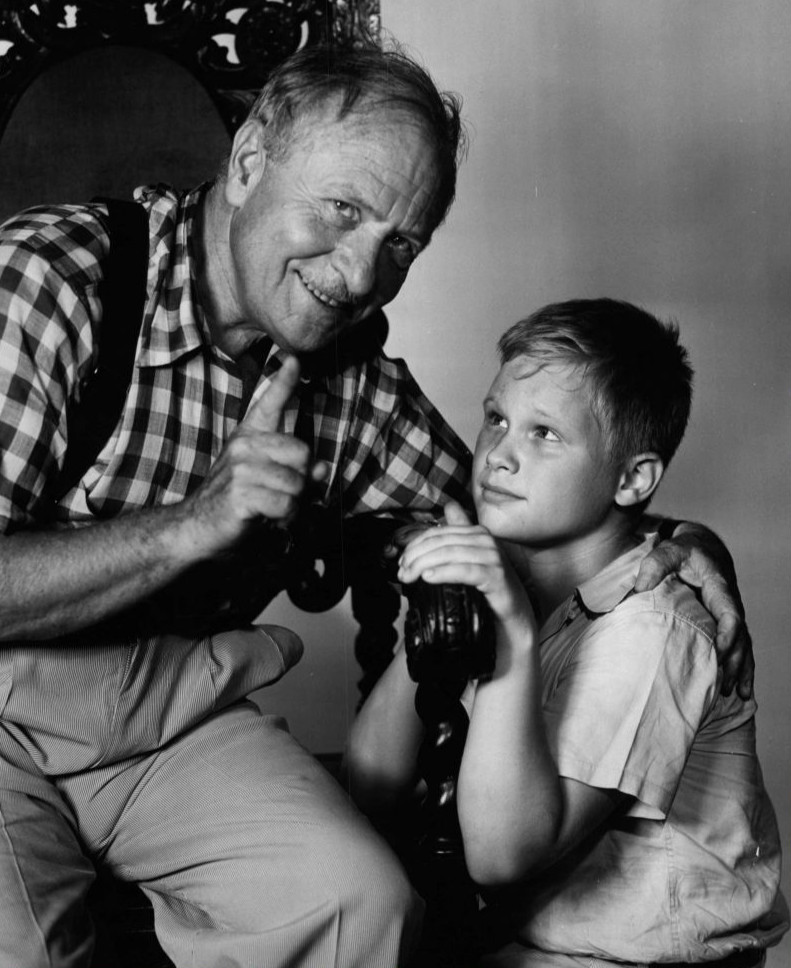
Con Brandon De Wilde en Jamie (1953)

  - Temporada 1, episodio 12: What you need (1959), de Alvin Ganzer
  - Temporada 3, episodio 21: Kick the Can (1962), de Lamont Johnson
- 1960 : Dennis the Menace
  - Temporada 2, episodio 12: The Christmas Horse, de William D. Russell
- 1961-1962 : Alfred Hitchcock presents
  - Temporada 6, episodio 29: The Pearl Necklace (1961), de Don Weis
  - Temporada 7, episodio 29: The Matched Pearl (1962), de Bernard Girard
- 1964 : Bonanza
  - Temporada 6, episodio 8: Square Deal Sam
- 1965 : Hazel
  - Temporada 5, episodio 1: Who's in Charge Here ?